# Насыр-Кортский административный округ
Насыр-Кортский административный округ (ингуш. «Наьсар-Корт») — один из 4 административных округов города Назрань. Бывшее село Насыр-Корт (до 1995 года).

## География
Расположен в южной части города Назрань. На севере граничит с Альтиевским административным округом, на востоке — с Гамурзиевским административным округом, на северо-западе — с Центральным.
Также, к юго-востоку расположено село Экажево, на юге — город Магас, на юго-западе — село Майское

## История
До 1995 года округ представлял собой село Насыр-Корт в Назрановском районе Республики Ингушетия. С 1944 по 1958 год, в период депортации чеченцев и ингушей и упразднения Чечено-Ингушской АССР, село носило название Ново-Дигорское.
В 1995 году село Насыр-Корт было упразднено, включено в городскую черту Назрани и преобразовано в Насыр-Кортский муниципальный округ города Назрань.
В 2009 году переименован в Насыр-Кортский административный округ.

## Население
| 1979    | 2002    | 2006    | 2007    | 2008    | 2009    | 2010    |
| ------- | ------- | ------- | ------- | ------- | ------- | ------- |
| 6539    | ↗24 107 | ↗24 940 | ↗25 223 | ↗25 528 | ↗25 900 | ↘18 097 |
| 2011    | 2012    | 2013    | 2014    | 2015    | 2016    | 2017    |
| ↗18 138 | ↗19 379 | ↗20 365 | ↗21 264 | ↗22 090 | ↗22 743 | ↗23 316 |
| 2018    | 2019    | 2020    | 2021    | 2023    | 2024    | 2025    |
| ↗23 873 | ↗24 404 | ↗24 884 | ↗28 782 | ↗29 354 | ↗29 846 | ↗30 209 |

## Известные уроженцы и жители
- Газгиреев Орснак Губажкиевич (1883—1979) — ингушский революционный и общественный деятель, активный участник гражданской войны и установления Советской власти на Северном Кавказе. Был ранен во время одного из боев против деникинцев. В 1944 году вместе со всем народом депортирован. После возвращения в родное село в конце 50-х годов трудился. Скончался в 1979 году.
- Абадиев, Японц Арскиевич — советский полководец. Офицер-кавалерист, гвардии подполковник, первый командир 255-го отдельного Чечено-Ингушского кавалерийского полка, а также командир 126-го полка 28-й кавалерийской дивизии, 297-го и 278-го кавалерийских полков 115-й Кабардино-Балкарской дивизии. Дважды был представлен к званию Героя Советского Союза — в 1942 и 1943 годах.
- Джабагиев, Вассан-Гирей Ижиевич — выдающийся ингушский просветитель[21].
- Чахкиев, Саид Идрисович — известный ингушский писатель, поэт, драматург, кинодраматург и баснописец, детский писатель и переводчик, публицист и общественный деятель[22]. Народный писатель Чечено-Ингушетии, дипломант Всесоюзного литературного конкурса имени Н. Островского, видный общественный деятель, член Союза писателей и Союза журналистов России. Является автором более тридцати книг.
- Тазиев, Али Мусаевич[23] — террорист, активный участник сепаратистского движения на Северном Кавказе в 1990-е — 2000-е гг., ингушский полевой командир, с 2007 года — командующий (верховный амир) вооружёнными формированиями самопровозглашённого «Кавказского эмирата», глава «Вилайята Галгайче» (территориально-административной единицы «Кавказского эмирата»), глава военного комитета ГКО-Маджлисуль Шуры. По данным сайтов чеченских боевиков, Тазиев (Амир Ахмед) являлся вторым в иерархии руководства Кавказского эмирата после Доку Умарова.
- Чумаков, Хамзат — общественный и религиозный деятель, имам Насыр-Кортской центральной мечети.